# Ortholeuca
Ortholeuca là một chi bướm đêm thuộc họ Noctuidae.